# Juanita Hamel
Pour les articles homonymes, voir Hamel.
Juanita Hamel Early Fowle (27 avril 1891 – 12 juillet 1939) est une artiste et une écrivaine américaine. Ses histoires et illustrations, qui n'étaient pas publiées sous contrat d'exclusivité, furent diffusées dans les journaux de tous les États-Unis dans les années 1910 et 1920.

## Jeunesse
Juanita Hamel naît à De Soto dans le Missouri. Elle est la fille de Frederick G. Hamel et Lucile McCormack Hamel (connue plus tard sous le nom de Lucile Hamel Craven). Elle étudie à l'école des beaux arts de Saint-Louis, école rattachée à l'université Washington de Saint-Louis.

## Carrière
Aux alentours de 1916, Hamel commence à travailler comme illustratrice pour le St. Louis Times. Peu après, elle déménage à Chicago et rejoint l'équipe du Chicago Herald puis s'installe à New York en 1920. Ses illustrations, qui représentaient souvent de jolies jeunes femmes aux cheveux volumineux,,, sont vendues et diffusées, sur le plan national, en utilisant le réseau de journaux de Hearst (Hearst Newspaper Feature Syndicate). Hamel fait aussi des illustrations pour des magazines et pour des partitions,. Certains disent que son style était influencé par la dessinatrice de bandes dessinées Nell Brinkley.

"L'autumn!" (L'automne!) (1920) par Juanita Hamel pour la St. Louis Republic

Nous possédons une citation de Juanita Hamel de 1921 dans laquelle elle résume sa carrière jusqu'à cette date : 
 J'ai travaillé pour la première fois pour le St. Louis Times. J'y remplissais toutes sortes de tâche, j'y ai couvert des procès et interviewé la femme de Woodrow Wilson. Puis j'ai rejoint le Chicago Herald pour lequel j'ai écrit des œuvres de fiction sous la forme de feuilletons ou de nouvelles. Encore une étape et me voilà à New York à dessiner pour les publications de Randolph Hearst.
Quelques œuvres de fiction écrites par Hamel : The Girls of the Second Floor Back  (publié sous forme de feuilleton en 1916) et The Straight Girl on the Crooked Path (publié en feuilleton en 1917).

## Vie privée
Juanita Hamel se maria deux fois. Elle se maria avec John Vinton « Tim » Early qui était aussi illustrateur de presse, en 1921. Elle devint veuve au moment de la mort de Early en 1925. Elle épousa par la suite Alison Fowle, un aristocrate anglais, et vécut à Hamilton aux Bermudes, ce qui ne l'empêcha pas de retourner régulièrement aux États-Unis en voyage. Elle mourut en 1939 à l'âge de quarante-huit ans. On trouve des illustrations de Hamel dans la collection Swann de la bibliothèque du Congrès.